# Paul Lipke
Paul Lipke (* 30. Juni 1870 in Erfurt; † 8. März 1955 in Osterburg) war ein deutscher Schachspieler. Nach 1898 begann er sich ins Berufsleben zurückzuziehen und beendete damit frühzeitig seine Meisterkarriere.

## Biografie
Lipke war Schüler am Domgymnasium Magdeburg. Nachdem er das Abiturexamen 1892 in Halle absolviert hatte, studierte er an der Universität Halle Jura und wurde 1897 Rechtsreferendar.
Danach arbeitete er als Rechtsanwalt in Halle und Stendal. Später verlegte er seine anwaltliche Praxis. Seit Anfang Juli 1909 lebte er in Osterburg, das rund zwanzig Kilometer nördlich von Stendal liegt.

## Schachlaufbahn
Lipke erlernte das Schachspiel mit ungefähr 14 Jahren. Während seiner Schulzeit wurde er Mitglied im Magdeburger Schachclub. Bereits 1889 teilte er beim Breslauer Hauptturnier, das Emanuel Lasker gewann, den 5./6. Platz mit Ignaz von Popiel.
Dabei ereignete sich eine schachhistorische Berühmtheit: zwei Runden vor Ende des Turniers führte Emil von Feyerfeil die Tabelle an, verlor aber in der vorletzten Runde gegen Paul Lipke. Diese Partie wurde nach ihrem Abbruch zur Mittagspause inkorrekt wiederaufgebaut, ohne dass die Spieler dies bemerkten. Lipkes nachteilige Stellung verwandelte sich bei Wiederaufnahme am Nachmittag in eine sehr vorteilhafte, da einer der Bauern seines Gegners vergessen wurde. Feyerfeil musste daraufhin in einen Stichkampf gegen Lasker und verlor die Partie, wobei er die reguläre Partie gegen Lasker zuvor gewonnen hatte.
Lipkes erster großer schachlicher Erfolg war der Gewinn des Hauptturniers in Dresden im Jahr 1892, der nach den Regeln des Deutschen Schachbundes (DSB) zum Meistertitel und zur Teilnahme an den international besetzten DSB-Kongressen berechtigte.
Es folgten vordere Platzierungen in den Turnieren von Halle im selben Jahr (zweiter Preis) und Kiel 1893 (dritter Preis). Lipkes größter Erfolg war der zweite Platz im internationalen Kongress zu Leipzig 1894, hinter Siegbert Tarrasch und noch vor Spielern wie Richard Teichmann und Joseph Henry Blackburne. In Eisenach kam es 1896 zu einem Wettkampf gegen Johann Berger, der nach sieben Partien (1:1, =5) unentschieden endete. Beim stark besetzten „Kaiser-Jubiläums-Schachturnier“ in Wien 1898 teilte Lipke zusammen mit Géza Maróczy bei 19 Teilnehmern den achten Platz (es siegte Tarrasch nach Stichkampf gegen Pillsbury, dahinter folgten Janowski und Steinitz).
Lipke galt auch als starker Blindspieler und spielte bis zu zehn Partien gleichzeitig ohne Ansicht des Brettes (Blindsimultan). Er war 1898 neben Berger Redakteur der Deutschen Schachzeitung und dabei für die Redaktion des Partienteils zuständig. Lipke war außerdem Herausgeber der ab 1909 in Coburg erschienenen Deutschen Schachblätter.
Nachdem er sich früh vom ernsten Turnierschach abgewandt hatte, blieb Lipke in Schachvereinen aktiv, darunter (ab 1905) bei der Stendaler Schachgesellschaft. Im Jahr 1927 war er Mitgründer des Osterburger Schachvereins, der bis zum Zweiten Weltkrieg bestand. Auch danach beteiligte sich Lipke noch im hohen Alter am Schachleben seiner Heimatstadt.
Nach Berechnung seiner historischen Elo-Zahl zählte Lipke im Jahr 1894 mit einem Wert von 2725 zu den fünf besten Spielern der Welt.